# Let's Go to Bed
Singles de The Cure
The Hanging Garden
(1982) The Walk
(1983)
Clip vidéo
[vidéo] « Let's Go to Bed », sur YouTube
Let's Go to Bed est une chanson du groupe britannique The Cure sortie en single le 15 novembre 1982.
Ce single marque un tournant dans l'histoire du groupe qui s'oriente vers un style beaucoup plus pop, tranchant avec les précédentes productions.
Lol Tolhurst joue désormais des claviers, laissant la batterie à Steve Goulding (en), simplement engagé comme musicien de studio. Robert Smith est aux claviers, à la guitare et à la basse, en plus du chant.
C'est en Australie et en Nouvelle-Zélande que le single obtient le plus de succès. Au Royaume-Uni, il ne dépasse pas la 44e place dans les charts.

## Histoire de la chanson
Après le départ de Simon Gallup en juin 1982, The Cure se résume au duo Robert Smith/Lol Tolhurst.
Le manager et producteur Chris Parry demande à Robert Smith une nouvelle orientation musicale pour le groupe. Le chanteur propose alors Let's Go to Bed, résolument pop, mais refuse de la sortir sous le nom de The Cure, la jugeant « superficielle et bête ».

« Je l'ai écrite comme une chanson superficielle et bête, je voulais faire quelque chose qui soit tout ce que je haïssais à ce moment-là dans la musique : un beat disco, des paroles banales, enrobées de sucre comme un bonbon. »

— Robert Smith
Il pense que le morceau Just One Kiss, plus mélancolique, devrait figurer en face A. Mais Chris Parry finit par le convaincre de sortir Let's Go to Bed comme nouveau single de The Cure.
Let's Go to Bed trouve son origine dans une démo instrumentale au tempo rapide intitulée Temptation et enregistrée en décembre 1981, juste avant les sessions de l'album Pornography. Cette démo sert de base à une autre, chantée celle-ci, enregistrée par Robert Smith en juillet 1982, à la fin de laquelle on peut reconnaître l'air de Let's Go to Bed. Elle apparaît sous le titre Temptation Two (aka LGTB) dans les bonus de l'édition Deluxe de Pornography, sortie en 2005, où l'on retrouve la première version.

## Réédition
En 1986, lors de la sortie de la compilation Standing on a Beach, Let's Go to Bed est rééditée en single aux États-Unis à la place de Boys Don't Cry (New Voice-New Mix) reléguée en face B,.

## Contenu du single
Just One Kiss est la chanson qui figure en face B du 45 tours. Le maxi 45 tours offre les deux chansons en version longue,.
Aucune des deux n'est tirée d'un album. Elles sont par la suite incluses sur la compilation Japanese Whispers sortie en 1983.
45 tours
1. Let's Go to Bed - 3:35
2. Just One Kiss - 4:10

Maxi 45 tours
1. Let's Go to Bed (Extended Mix) - 7:40
2. Just One Kiss (Extended Mix) - 7:15
3. Let's Go to Bed (Edit) - 3:35 (uniquement sur les pressages nord américains)[8]

- Sur certaines éditions britanniques du maxi, la durée est moindre[9].

45 tours (réédition 1986 États-Unis)
1. Let's Go to Bed - 3:34
2. Boys Don't Cry (New voice new mix) - 2:36

## Clip
Il est réalisé par Tim Pope et marque le début d'une collaboration fructueuse entre le groupe et le réalisateur. Tourné dans un studio de Saint John's Wood, on y voit Robert Smith et Lol Tolhurst dans un décor coloré, en train de danser, de jouer avec un ballon de plage ou à colin-maillard, tranchant radicalement avec l'image habituelle plus sombre de The Cure.

## Reprises
La chanson a été reprise par Crocodile Shop (en) en 1997, par le groupe Ivy sur l'album Guestroom en 2002 ou Cassettes Won't Listen (en) en 2008.
Le gimmick de Let's Go to Bed est reproduit sur la chanson S&M de Rihanna sortie en single en 2011.

## Classements hebdomadaires
| Classement (1982-1983)           | Meilleure position |
| -------------------------------- | ------------------ |
| Australie (Kent Music Report)    | 15                 |
| États-Unis (Hot Dance Club Play) | 32                 |
| Nouvelle-Zélande (RMNZ)          | 17                 |
| Royaume-Uni (UK Singles Chart)   | 44                 |